# France aux Jeux olympiques de la jeunesse d'hiver de 2012
La France a participé aux Jeux olympiques de la jeunesse d'hiver de 2012 à Innsbruck en Autriche du 13 au 22 janvier 2012. L'équipe française était composée de 29 athlètes dans 10 sports différents.

## Médaillés
| Médaille | Nom                                                        | Sport           | Épreuve                              | Date       |
| -------- | ---------------------------------------------------------- | --------------- | ------------------------------------ | ---------- |
| Or       | Estelle Alphand                                            | Ski alpin       | Super-G femmes                       | 14 janvier |
| Or       | Clara Direz                                                | Ski alpin       | Slalom géant femmes                  | 18 janvier |
| Argent   | Estelle Alphand                                            | Ski alpin       | Combiné femmes                       | 15 janvier |
| Argent   | Estelle Alphand                                            | Ski alpin       | Slalom géant femmes                  | 18 janvier |
| Bronze   | Aristide Bègue                                             | Biathlon        | Sprint hommes                        | 15 janvier |
| Bronze   | Marine Tripier-Mondancin                                   | Ski acrobatique | Ski half-pipe femmes                 | 15 janvier |
| Bronze   | Lucile Lefèvre                                             | Snowboard       | Half-pipe femmes                     | 15 janvier |
| Bronze   | Estelle Alphand Victor Schuller Clara Direz Leny Herpin    | Ski alpin       | Épreuve parallèle par équipes mixtes | 17 janvier |
| Bronze   | Aristide Bègue Fabien Claude Léa Ducordeau Chloé Chevalier | Biathlon        | Relais mixte                         | 19 janvier |

## Résultats

### Ski alpin
| Athlète         | Épreuve      | Finale          | Finale          | Finale          | Finale          |
| Athlète         | Épreuve      | Manche 1        | Manche 2        | Total           | Rang            |
| --------------- | ------------ | --------------- | --------------- | --------------- | --------------- |
| Leny Herpin     | Slalom       | N'a pas terminé | N'a pas terminé | N'a pas terminé | N'a pas terminé |
| Leny Herpin     | Slalom géant | N'a pas terminé | N'a pas terminé | N'a pas terminé | N'a pas terminé |
| Leny Herpin     | Super-G      |                 |                 | N'a pas terminé | N'a pas terminé |
| Leny Herpin     | Combiné      | 1 min 05 s 10   | 37 s 15         | 1 min 42 s 25   | 5               |
| Victor Schuller | Slalom       | 43 s 21         | 40 s 52         | 1 min 23 s 73   | 15              |
| Victor Schuller | Slalom géant | 57 s 35         | N'a pas terminé | N'a pas terminé | N'a pas terminé |
| Victor Schuller | Super-G      |                 |                 | 1 min 04 s 81   | 4               |
| Victor Schuller | Combiné      | 1 min 04 s 65   | 39 s 00         | 1 min 43 s 65   | 12              |

| Athlète         | Épreuve      | Finale           | Finale           | Finale           | Finale           |
| Athlète         | Épreuve      | Manche 1         | Manche 2         | Total            | Rang             |
| --------------- | ------------ | ---------------- | ---------------- | ---------------- | ---------------- |
| Estelle Alphand | Slalom       | 42 s 76          | 39 s 46          | 1 min 22 s 22    | 6                |
| Estelle Alphand | Slalom géant | 57 s 69          | 58 s 65          | 1 min 56 s 34    | 2                |
| Estelle Alphand | Super-G      |                  |                  | 1 min 05 s 78    | 1                |
| Estelle Alphand | Combiné      | 1 min 04 s 74    | 36 s 67          | 1 min 41 s 41    | 2                |
| Clara Direz     | Slalom       | N'a pas terminée | N'a pas terminée | N'a pas terminée | N'a pas terminée |
| Clara Direz     | Slalom géant | 57 s 58          | 58 s 55          | 1 min 56 s 13    | 1                |
| Clara Direz     | Super-G      |                  |                  | 1 min 06 s 09    | 4                |
| Clara Direz     | Combiné      | 1 min 05 s 64    | 36 s 67          | 1 min 42 s 31    | 6                |

| Athlètes                                                | Épreuve                              | Quart de finale | Demi-finale    | Finale       | Rang |
| ------------------------------------------------------- | ------------------------------------ | --------------- | -------------- | ------------ | ---- |
| Estelle Alphand Victor Schuller Clara Direz Leny Herpin | Épreuve parallèle par équipes mixtes | Slovénie V 2-2  | Autriche D 2-2 | Italie V 3-1 | 3    |

### Biathlon
| Athlète        | Épreuve   | Finale        | Finale  | Finale |
| Athlète        | Épreuve   | Temps         | Manqués | Rang   |
| -------------- | --------- | ------------- | ------- | ------ |
| Aristide Bègue | Sprint    | 19 min 48 s 5 | 1       | 3      |
| Aristide Bègue | Poursuite | 30 min 22 s 2 | 7       | 8      |
| Fabien Claude  | Sprint    | 21 min 05 s 9 | 4       | 16     |
| Fabien Claude  | Poursuite | 31 min 06 s 2 | 6       | 11     |

| Athlète         | Épreuve   | Finale        | Finale  | Finale |
| Athlète         | Épreuve   | Temps         | Manqués | Rang   |
| --------------- | --------- | ------------- | ------- | ------ |
| Chloé Chevalier | Sprint    | 18 min 55 s 8 | 3       | 12     |
| Chloé Chevalier | Poursuite | 31 min 17 s 6 | 7       | 15     |
| Léa Ducordeau   | Sprint    | 19 min 13 s 6 | 2       | 15     |
| Léa Ducordeau   | Poursuite | 30 min 59 s 2 | 5       | 13     |

| Athlète                                                          | Épreuve                           | Finale            | Finale  | Finale |
| Athlète                                                          | Épreuve                           | Temps             | Manqués | Rang   |
| ---------------------------------------------------------------- | --------------------------------- | ----------------- | ------- | ------ |
| Léa Ducordeau Chloé Chevalier Fabien Claude Aristide Bègue       | Relais mixte                      | 1 h 13 min 27 s 8 | 1+12    | 3      |
| Léa Ducordeau Constance Vulliet Fabien Claude Thomas Chambellant | Relais mixte ski de fond/biathlon | 1 h 06 min 01 s 9 | 0+5     | 5      |

### Ski de fond
| Athlète            | Épreuve      | Finale        | Finale |
| Athlète            | Épreuve      | Temps         | Rang   |
| ------------------ | ------------ | ------------- | ------ |
| Thomas Chambellant | 10 km hommes | 31 min 55 s 0 | 21     |
| Richard Jouve      | 10 km hommes | 32 min 01 s 8 | 23     |

| Athlète                | Épreuve     | Finale        | Finale |
| Athlète                | Épreuve     | Temps         | Rang   |
| ---------------------- | ----------- | ------------- | ------ |
| Alison Perrillat-Amede | 5 km femmes | 17 min 41 s 7 | 31     |
| Constance Vulliet      | 5 km femmes | 17 min 15 s 0 | 27     |

| Athlète                | Épreuve       | Qualification | Qualification | Quart de finale | Quart de finale | Demi-finale   | Demi-finale   | Finale        | Finale        |
| Athlète                | Épreuve       | Total         | Rang          | Total           | Rang            | Total         | Rang          | Total         | Rang          |
| ---------------------- | ------------- | ------------- | ------------- | --------------- | --------------- | ------------- | ------------- | ------------- | ------------- |
| Thomas Chambellant     | Sprint hommes | 1 min 49 s 45 | 24 Q          | 1 min 51 s 7    | 4               | Non qualifié  | Non qualifié  | Non qualifié  | Non qualifié  |
| Richard Jouve          | Sprint hommes | 1 min 50 s 07 | 28 Q          | 1 min 47 s 5    | 5               | Non qualifié  | Non qualifié  | Non qualifié  | Non qualifié  |
| Alison Perrillat-Amede | Sprint femmes | 2 min 13 s 27 | 33            | Non qualifiée   | Non qualifiée   | Non qualifiée | Non qualifiée | Non qualifiée | Non qualifiée |
| Constance Vulliet      | Sprint femmes | 2 min 10 s 67 | 28 Q          | 2 min 13 s 5    | 6               | Non qualifiée | Non qualifiée | Non qualifiée | Non qualifiée |

| Athlète                                                          | Épreuve                           | Finale            | Finale  | Finale |
| Athlète                                                          | Épreuve                           | Temps             | Manqués | Rang   |
| ---------------------------------------------------------------- | --------------------------------- | ----------------- | ------- | ------ |
| Léa Ducordeau Constance Vulliet Fabien Claude Thomas Chambellant | Relais mixte ski de fond/biathlon | 1 h 06 min 01 s 9 | 0+5     | 5      |

### Patinage artistique
| Athlète(s)       | Épreuve    | PC/DO  | PC/DO | PL/DL  | PL/DL | Total  | Total |
| Athlète(s)       | Épreuve    | Points | Rang  | Points | Rang  | Points | Rang  |
| ---------------- | ---------- | ------ | ----- | ------ | ----- | ------ | ----- |
| Timofeï Novaikin | Individuel | 52,47  | 5     | 94,76  | 9     | 147,23 | 8     |

| Athlète(s)    | Épreuve    | PC/DO  | PC/DO | PL/DL  | PL/DL | Total  | Total |
| Athlète(s)    | Épreuve    | Points | Rang  | Points | Rang  | Points | Rang  |
| ------------- | ---------- | ------ | ----- | ------ | ----- | ------ | ----- |
| Anaïs Ventard | Individuel | 49,85  | 4     | 86,23  | 6     | 136,08 | 5     |

| Athlète(s)                      | Épreuve         | PC/DO  | PC/DO | PL/DL  | PL/DL | Total  | Total |
| Athlète(s)                      | Épreuve         | Points | Rang  | Points | Rang  | Points | Rang  |
| ------------------------------- | --------------- | ------ | ----- | ------ | ----- | ------ | ----- |
| Estelle Elizabeth Romain Le Gac | Danse sur glace | 42,60  | 6     | 63,82  | 5     | 106,42 | 5     |

| Athlètes                                                                                      | Épreuve             | Hommes | Hommes | Hommes | Femmes | Femmes | Femmes | Danse sur glace | Danse sur glace | Danse sur glace | Total  | Total |
| Athlètes                                                                                      | Épreuve             | Score  | Rang   | Points | Score  | Rang   | Points | Score           | Rang            | Points          | Points | Rang  |
| --------------------------------------------------------------------------------------------- | ------------------- | ------ | ------ | ------ | ------ | ------ | ------ | --------------- | --------------- | --------------- | ------ | ----- |
| Équipe 3 Carlo Vittorio Palermo (ITA) Anaïs Ventard (FRA) Jana Cejkova/Alexandr Sinicyn (CZE) | Trophée par équipes | 75,71  | 7      | 2      | 76,09  | 4      | 5      | 54,72           | 5               | 4               | 11     | 8     |
| Équipe 6 Alexander Lyan (KAZ) So Youn Park (KOR) Estelle Elizabeth/Romain Le Gac (FRA)        | Trophée par équipes | 60,45  | 8      | 1      | 96,84  | 1      | 8      | 66,88           | 4               | 5               | 14     | 3     |
| Équipe 8 Timofeï Novaikin (FRA) Sindra Kriisa (EST) Aleksandra Nazarova/Maxim Nikitin (UKR)   | Trophée par équipes | 99,56  | 4      | 5      | 58,52  | 8      | 1      | 78,44           | 2               | 7               | 13     | 4     |

### Ski acrobatique
| Athlète        | Épreuve          | Qualification | Qualification | Quart de finale | Demi-finale | Finale   |
| Athlète        | Épreuve          | Temps         | Rang          | Rang            | Rang        | Rang     |
| -------------- | ---------------- | ------------- | ------------- | --------------- | ----------- | -------- |
| Bastien Girard | Ski cross hommes | 59 s 27       | 11            | Annulées        | Annulées    | Annulées |
| Emma Vorger    | Ski cross femmes | 1 min 01 s 87 | 9             | Annulées        | Annulées    | Annulées |

| Athlète                  | Épreuve              | Qualification | Qualification | Finale | Finale |
| Athlète                  | Épreuve              | Points        | Rang          | Points | Rang   |
| ------------------------ | -------------------- | ------------- | ------------- | ------ | ------ |
| César Fabre              | Ski half-pipe hommes | 64,00         | 7 Q           | 79,25  | 5      |
| Marine Tripier-Mondancin | Ski half-pipe femmes | 81,00         | 2 Q           | 69,50  | 3      |

### Hockey sur glace
| Athlète(s)       | Épreuve                     | Qualification | Qualification | Grande finale | Grande finale |
| Athlète(s)       | Épreuve                     | Points        | Rang          | Points        | Rang          |
| ---------------- | --------------------------- | ------------- | ------------- | ------------- | ------------- |
| Thibaut Colombin | Concours masculin d'agilité | 5             | 14            | Non qualifié  | Non qualifié  |

| Athlète(s)    | Épreuve                    | Qualification | Qualification | Grande finale | Grande finale |
| Athlète(s)    | Épreuve                    | Points        | Rang          | Points        | Rang          |
| ------------- | -------------------------- | ------------- | ------------- | ------------- | ------------- |
| Morgane Rihet | Concours féminin d'agilité | 17            | 6 Q           | 16            | 6             |

### Combiné nordique
| Athlète     | Épreuve           | Saut à ski | Saut à ski | Ski de fond | Ski de fond   | Finale        | Finale |
| Athlète     | Épreuve           | Points     | Rang       | Retard      | Temps ski     | Total temps   | Rang   |
| ----------- | ----------------- | ---------- | ---------- | ----------- | ------------- | ------------- | ------ |
| Tom Balland | Individuel hommes | 104,7      | 14         | 2 min 11    | 28 min 52 s 7 | 31 min 03 s 7 | 12     |

### Patinage de vitesse sur piste courte
| Athlète        | Épreuve             | Quart de finale | Quart de finale | Demi-finale    | Demi-finale  | Finale         | Finale       |
| Athlète        | Épreuve             | Temps           | Rang            | Temps          | Rang         | Temps          | Rang         |
| -------------- | ------------------- | --------------- | --------------- | -------------- | ------------ | -------------- | ------------ |
| Yoann Martinez | 500 mètres hommes   | Pénalité        | Pénalité        | Non qualifié   | Non qualifié | Non qualifié   | Non qualifié |
| Yoann Martinez | 1 000 mètres hommes | 1 min 33 s 762  | 2 Q             | 1 min 32 s 564 | 3 qB         | 1 min 40 s 840 | 2            |

| Athlète                                                                                        | Épreuve              | Demi-finale    | Demi-finale | Finale         | Finale |
| Athlète                                                                                        | Épreuve              | Temps          | Rang        | Temps          | Rang   |
| ---------------------------------------------------------------------------------------------- | -------------------- | -------------- | ----------- | -------------- | ------ |
| Équipe A Suk Hee Shim (KOR) Yoann Martinez (FRA) Melanie Brantner (AUT) Denis Aïrapetian (RUS) | Relais mixte par CNO | 4 min 21 s 668 | 2 Q         | 4 min 26 s 352 | 3      |

### Saut à ski
| Athlète      | Épreuve           | 1er saut | 1er saut | 2e saut  | 2e saut | Total  | Total |
| Athlète      | Épreuve           | Distance | Points   | Distance | Points  | Points | Rang  |
| ------------ | ----------------- | -------- | -------- | -------- | ------- | ------ | ----- |
| Arthur Royer | Individuel hommes | 66,5 m   | 105,9    | 61,5 m   | 93,9    | 199,8  | 15    |

| Athlète    | Épreuve           | 1er saut | 1er saut | 2e saut  | 2e saut | Total  | Total |
| Athlète    | Épreuve           | Distance | Points   | Distance | Points  | Points | Rang  |
| ---------- | ----------------- | -------- | -------- | -------- | ------- | ------ | ----- |
| Léa Lemare | Individuel femmes | 67,0 m   | 108,6    | 70,5 m   | 117,5   | 226,1  | 4     |

| Athlète                             | Épreuve                 | 1er tour | 2e tour | Total | Rang |
| ----------------------------------- | ----------------------- | -------- | ------- | ----- | ---- |
| Léa Lemare Tom Balland Arthur Royer | Compétition par équipes | 227,2    | 283,3   | 510,5 | 9    |

### Snowboard
| Athlète            | Épreuve           | Qualification  | Qualification  | Qualification  | Demi-finale | Demi-finale | Demi-finale | Finale       | Finale       | Finale       |
| Athlète            | Épreuve           | Manche 1       | Manche 2       | Rang           | Manche 1    | Manche 2    | Rang        | Manche 1     | Manche 2     | Rang         |
| ------------------ | ----------------- | -------------- | -------------- | -------------- | ----------- | ----------- | ----------- | ------------ | ------------ | ------------ |
| Victor Habermacher | Half-pipe hommes  | 52,50          | 29,00          | 9 q            | 36,35       | 35,75       | 11          | Non qualifié | Non qualifié | Non qualifié |
| Victor Habermacher | Slopestyle hommes | N'a pas débuté | N'a pas débuté | N'a pas débuté |             |             |             | Non qualifié | Non qualifié | Non qualifié |
| Yannis Tourki      | Half-pipe hommes  | 62,50          | 39,00          | 6 q            | 70,50       | 71,25       | 4 Q         | 63,00        | 57,25        | 9            |
| Yannis Tourki      | Slopestyle hommes | 38,00          | 35,25          | 13             |             |             |             | Non qualifié | Non qualifié | Non qualifié |

| Athlète        | Épreuve           | Qualification | Qualification | Qualification | Demi-finale | Demi-finale | Demi-finale | Finale   | Finale   | Finale |
| Athlète        | Épreuve           | Manche 1      | Manche 2      | Rang          | Manche 1    | Manche 2    | Rang        | Manche 1 | Manche 2 | Rang   |
| -------------- | ----------------- | ------------- | ------------- | ------------- | ----------- | ----------- | ----------- | -------- | -------- | ------ |
| Lucile Lefèvre | Half-pipe femmes  | 70,75         | 75,75         | 3 Q           |             |             |             | 82,25    | 29,75    | 3      |
| Lucile Lefèvre | Slopestyle femmes | 36,75         | 69,25         | 8 Q           |             |             |             | 36,25    | 42,25    | 9      |